# Casba di Taourirt

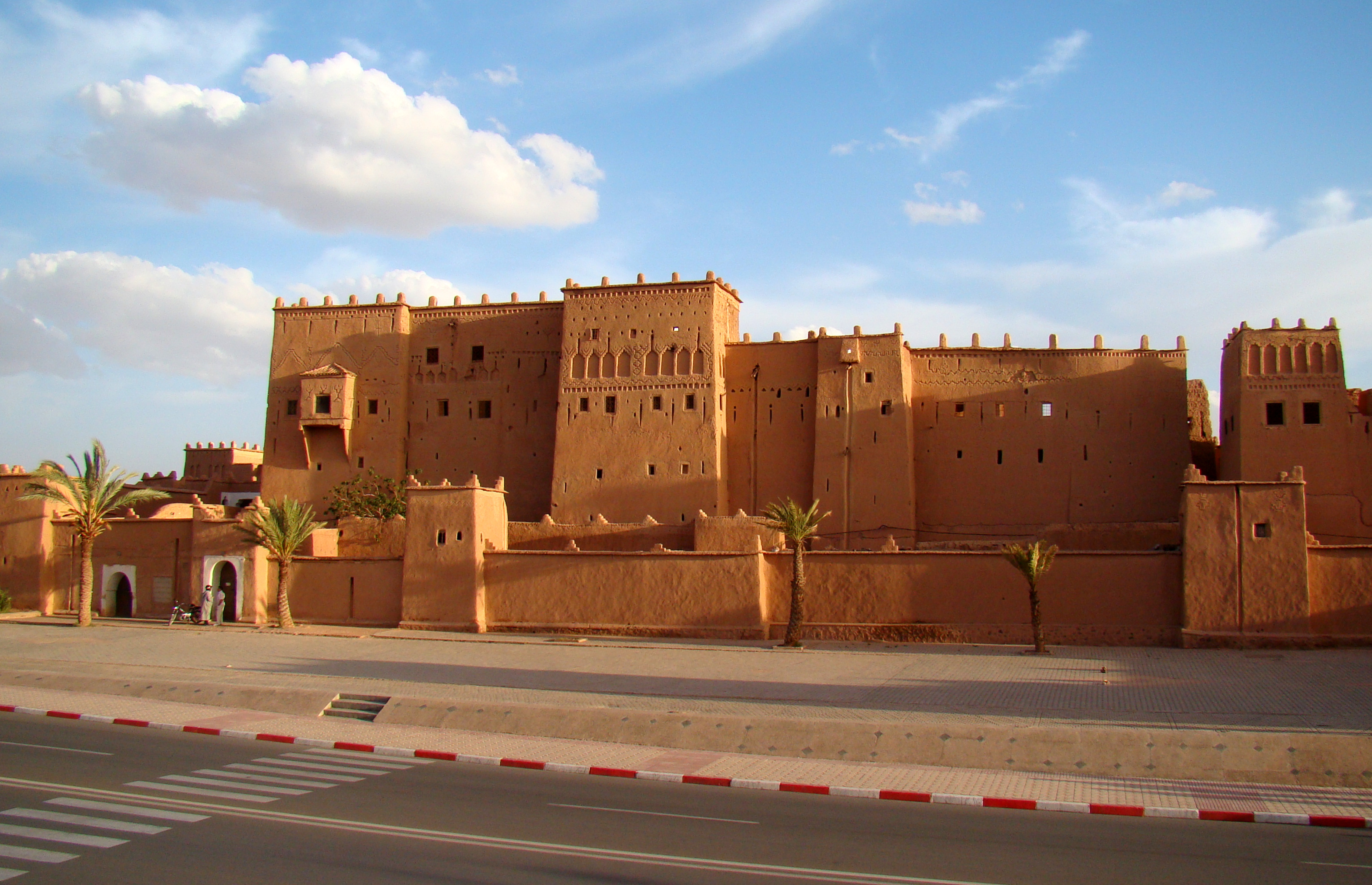
Vista esterna della casba oggi

La casba di Taourirt è una casba sita alla periferia di Ouarzazate in Marocco.
Si tratta di una delle casba meglio conservate del paese, anche se non è più abitata dalla fine degli anni 1930. La sua conservazione è dovuta al fatto che è stata trasformata in museo e nello stesso tempo è stata utilizzata come ambientazione per numerosi film girati negli studi Atlas di Ouarzazate, la Cinecittà del Marocco.

## Storia

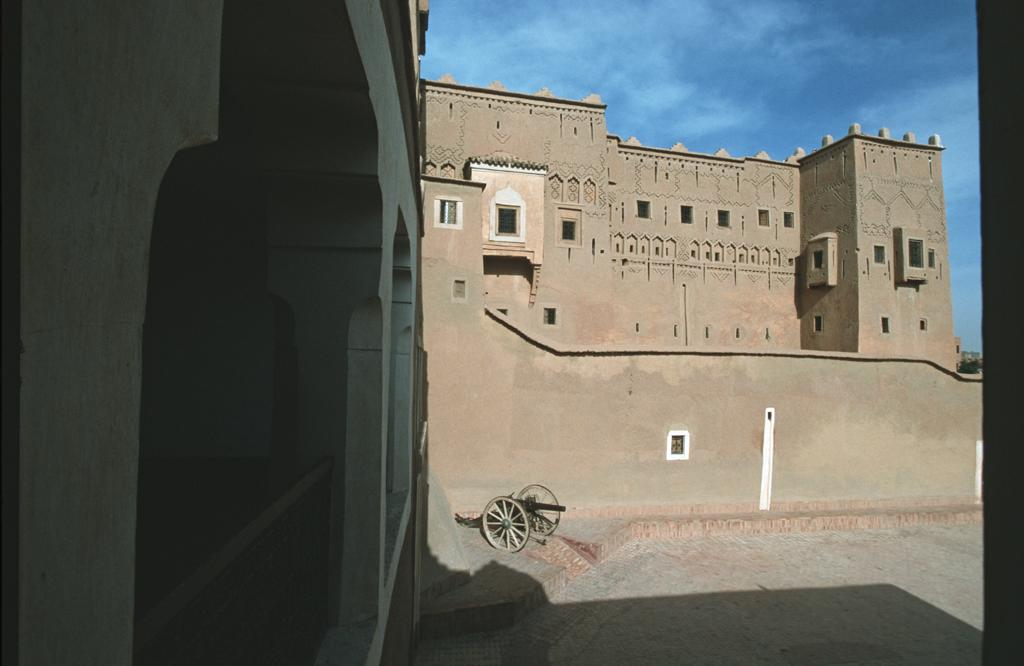
Parte del cortile visto dall'interno

Costruita con fango e paglia come tutte le costruzioni di questo genere presenti in Marocco, era una fortezza palazzo appartenuta alla potente famiglia berbera dei Glaoui che la abitò fino agli anni '30 del XX secolo. Il suo ultimo abitante fu il pascià di Marrakesh Thami El Glaoui.
I suoi interni sono riccamente decorati con pareti a volte finite con stucco e qualche volta con zellige, mentre il legno di cedro dipinto è utilizzato per i soffitti. Il complesso, realizzato su diverse elevazioni, è costituito da numerose sale riservate agli appartamenti delle mogli e delle concubine del pascià, del signore del palazzo, oltre ad ambienti riservati alla servitù, alle cucine e ai diversi servizi. Al piano superiore si trova una sala di rappresentanza riccamente decorata, con archi moreschi alle finestre che si affacciano sul palmeto circostante.
Il risultato è un insieme di edifici maestosi il cui interno mostra una ricchezza notevole.
Nel complesso sono state girate alcune sequenze di film hollywoodiani come Il gladiatore, Il tè nel deserto, Prince of Persia e più recentemente nel 2006, vi è stata ambientata la terza edizione del reality show italiano La fattoria. Nello stesso anno è stato girato il film Le colline hanno gli occhi e nel 2007 il sequel Le colline hanno gli occhi 2.

## Turismo

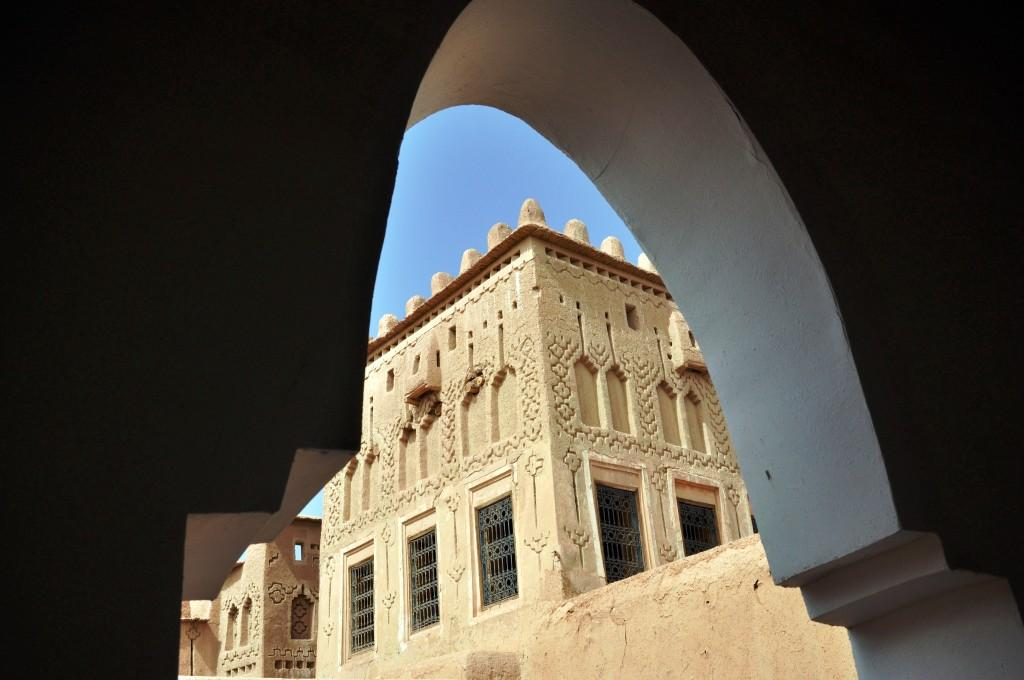
Una torre vista dall'interno del palazzo.

La casba è visitabile sia individualmente che con visite guidate dalle numerose guide multilingua che si trovano all'ingresso.